# Philometra scombresoxis
Philometra scombresoxis is een rondwormensoort uit de familie van de Philometridae. De wetenschappelijke naam van de soort is voor het eerst geldig gepubliceerd in 1964 door Nikolaeva & Naidenova.